# Murène grise
Gymnothorax nubilus
Espèce
La murène grise (Gymnothorax nubilus) est un poisson d'eau de mer que l'on rencontre dans le Sud-Ouest du Pacifique (Nouvelle-Zélande, îles Kermadec, Lord Howe, île Norfolk).

## Description
Corps serpentiforme d'une longueur de 50 cm (max : 53,5 cm).